# Harry Thumann
Harry Thumann (Germania, 28 febbraio 1952 – 1º gennaio 2001) è stato un tastierista, produttore discografico, compositore e tecnico del suono tedesco.
Nato Harald Thumann ha iniziato come batterista mentre otteneva una conoscenza accurata in ingegneria del suono in trasmissioni radiofoniche in Germania. Ha progettato e costruito sintetizzatori pionieristici e attrezzature per studio di registrazioni dei primi anni 1960. Come ingegnere del suono ha curato molti album dei primi Rondò Veneziano ai Country Lane Studios di Monaco di Baviera. Il brano Underwater è celebre in Italia per essere stato utilizzato nella sigla televisiva de La domenica sportiva.
Con il nome di "Wonder Dog", ha portato al successo il pezzo Ruff Mix, originale canzone disco ottenuta campionando il verso di cani.

## Discografia

### Album
- 1979 - American Express
- 1983 - Andromeda[2]

### Singoli
- 1979 - Underwater - UK #41;[3] US Hot Dance Club Songs #17[4]
- 1982 -  Andromeda
- 1982 - Living On A Farm

### Remix
- 1992 - Break Down The Line (Extended Version) in Jam Tronik, Stand By Me (Dance Mix)